# Oniella excelsa
Oniella excelsa är en insektsart som beskrevs av Melichar 1902. Oniella excelsa ingår i släktet Oniella och familjen dvärgstritar. Inga underarter finns listade i Catalogue of Life.